# Ben Hewitt
Ben „Smokey“ Hewitt (* 11. September 1935 in Tuscarora; † 8. Dezember 1996 in Maryland) war ein US-amerikanischer Rockabilly-Musiker.

## Kindheit und Jugend
Hewitt wurde 1935 in einer Holzhütte in einem Indianerreservat im Niagara County im US-Bundesstaat New York geboren. Er gehörte zum Stamm der Tuscarora, die zu den Irokesisch sprechenden Indianervölkern Nordamerikas gezählt werden. Im Alter von zwölf Jahren bekam er eine Ukulele geschenkt und ein Jahr später seine erste Gitarre. Clayton Green brachte Hewitt die Grundlagen des Gitarrenspiels bei.

## Musikalische Einflüsse
Neben Country-Musik begann auch die damals immer stärker in Mode kommende Rhythm-&-Blues-Musik den jungen Hewitt Anfang der 1950er Jahre zu beeinflussen. Später hörte er auch die Platten des Sun-Records-Labels und von Elvis Presley. In einem Interview, das er den Musikhistorikern Colin Escott und Hank Davis in den 1980er Jahren gab, nannte er Little Richard  als weiteres großes Vorbild.

## Karriere
Hewitt hatte eine Band und spielte regelmäßig eigene Stücke und Songs von Little Richard in diversen Bars. Er war mit seiner Combo häufig im DeFazios zu Gast, einer kleinen Bar in Niagara Falls. Dort wurde Songschreiber Julian Langford auf sie aufmerksam, der sie zu Demo-Aufnahmen seiner Songs überreden wollte. Da die von Langford geschriebenen Songs Hewitts Meinung nach untereinander sehr ähnlich waren, begann er sie umzuschreiben. Der einzige Song, den Hewitt im Original beließ, war der Song Whirlwind Blues. Hinzu kamen einige Nummern aus Hewitts Feder, wie etwa Queen in the Kingdom of My Heart und Bundle of Love, die jedoch später als Julian-Langford-Songs kreditiert wurden. Langford zahlte das Studio und die Getränke und man nahm mit der Band ein Demo auf. 1958 wurde ein Plattenvertrag mit Mercury Records sowie ein Management-Vertrag mit Langford unterzeichnet. Zwei Tage später starteten die ersten Plattenaufnahmen in New York City. Produzent war Clyde Otis, der auch mit Künstlern, wie Brook Benton, Roy Hamilton und The Five Satins arbeitete. Otis brachte einen eigenen Song ein, den er zusammen mit Brook Benton geschrieben hatte, I Ain't Givin' Up Nothin' (If I Can't Have Something from You). Die Aufnahmesessions fanden meist im Bell Tone Studio statt, zudem nahm Hewitt dort später unter der Regie von Clyde Otis auch diverse Demos für Elvis Presley auf.
Hewitts Platten verkauften sich nicht sonderlich gut, er hatte trotzdem zahlreiche Auftritte und Tourneen, die alle über die Shaw Agency gebucht wurden. Bei dieser Konzertagentur war er seinerzeit der einzige weiße Künstler. Höhepunkt war dabei eine sogenannte Package-Tournee im Rahmen der Alan-Freed-Show, die ihn auch im Paramount Theater in Brooklyn auftreten ließ. 1961 trennte Hewitt sich von Mercury Records und verlor das Interesse an weiteren Aufnahmen und Plattenverträgen. Es entstand später noch ein Live-Album einer Fernost-Tournee auf B-A-B Records, sowie 1975 die Country-Single Border City Call Girl auf dem kanadischen Label Broadland Records, das in den USA auf Plantation Records, einem Label von Shelby Singleton aus Nashville erschien.
Auch wenn Ben Hewitts Aufnahmen keine Chartnotierungen erreichten, so kehrte er seiner Musik nie den Rücken. Er trat über Jahrzehnte weiter im DeFazios auf und war unter seinem Spitznamen „Smokey“ bekannt. Hewitt sagte im Interview, er sei „Smokey, der bekannteste Unbekannte“. Er wurde auf einer Tournee sogar in Okinawa als „Smokey“ erkannt, und auch der Radiosender CBC in Toronto wollte eine Show mit ihm produzieren – als „Smokey“, nicht als Ben Hewitt.

## Comeback
Als Ende der 1970er Jahre das Rockabilly-Revival in Europa begann, besann man sich wieder auf die US-Stars der ersten Stunde und auch auf die großen Unbekannten des Genres. Zahlreiche Platten wurden auf verschiedensten europäischen Labels wieder veröffentlicht, darunter auch Aufnahmen unbekannter Künstler, die nie die Hitparaden erreicht hatten. Das geschah auch mit Ben Hewitt. Nachdem Hewitts Mercury-Aufnahmen in den Archiven wiederentdeckt worden waren, brachte Bear Family Records diese 1984 zunächst auf Schallplatte erneut heraus. Es folgten Konzerte auf großen europäischen Rock-’n’-Roll- und Rockabilly-Festivals, zu denen er als Headliner gebucht wurde, gefeiert als einer der Pioniere des Genres.
Er nahm in England unter Mithilfe von Musikern der britischen Rockabilly-Band Breathless und der Produzenten Paul Barrett und Robert Llewellyn neues Material für eine Platte auf, das ebenso bei Bear Family auf Vinyl und später auf CD erschien. 1985 nahm Hewitt zwischen Konzertterminen im süddeutschen Raum eine weitere LP mit dem Titel Ben Hewitt – Tore Up! in einem Studio in München auf. Die Begleitband war die Münchner Gruppe The Catlegs, und das Album wurde auf dem deutschen Label Hydra Records veröffentlicht. Im Zuge des Bear-Family-Festivals 1990 in Bremen, nutzte Hewitt die Gelegenheit, im Tonstudio von Jörg Siemer weitere Aufnahmen mit der Begleitband Rumble on the Beach zu machen, die jedoch erst 1997 auf CD veröffentlicht wurden. Ben Hewitt starb am 8. Dezember 1996 im Alter von 61 Jahren in Maryland.

## Diskographie (Auszug)

### Singles
- 1959: For Quite a While / Patricia June
- 1959: You Break Me Up / I Aint' Givin' Up Nothin' (If I Can't Get Something From You)
- 1960: My Search / I Want A New Girl Now
- 1960: The Queen in the Kingdom of My Heart / Whirlwind Blues
- 1975: Border City Call Girl / Hobnobbin' With The Goblins

### Alben
- 1984: They Would Call Me Elvis!
- 1985: Good Times And Some Mighty Fine Rock'n'Roll
- 1985: Ben Hewitt – Tore Up!
- 1997: The Spirit of Rock'n'Roll
- 1997: You Got Me Shook
- 1990s: Lucky Records Presents Ben Hewitt – Best Of 1958-1960